# Lellingeria micula
Lellingeria micula là một loài dương xỉ trong họ Polypodiaceae. Loài này được Lellinger Labiak mô tả khoa học đầu tiên.